# Mutiny/The Bad Seed
Pour les articles homonymes, voir Mutiny.
Albums de 
The Birthday Party
Junkyard
(1982) The Birthday Party
Mutiny/The Bad Seed est une compilation du groupe australien The Birthday Party. Elle reprend les titres de deux EPs enregistrés en octobre 1982 et sortis en 1983. The Bad Seed et Mutiny! reparurent ensemble en 1988, chez Mute Records.
Il s'agit du dernier album du groupe ; ce sont les seuls enregistrements depuis la défection du batteur Phill Calvert. L'album marque la première collaboration de Nick Cave et du guitariste allemand Blixa Bargeld, présent sur le titre Mutiny in Heaven. Le titre Six Strings That Drew Blood sera revu et réenregistré par Nick Cave sur The First Born is Dead, deuxième album de Nick Cave and the Bad Seeds. La couverture et les dessins visibles dans le livret intérieur de l'album Mutiny! sont dues à Nick Cave, le reste des représentations sont le travail d'Anita Lane.

## Titres

### The Bad Seed E.P
1. Sonny's Burning (Cave, Harvey, Howard, Pew) - 3:20
2. Wildworld (Cave, Harvey) - 3:26
3. Fears of Gun (Cave, Harvey) - 3:53
4. Deep in the Woods (Cave, Harvey) - 4:49

### The Mutiny
1. Jennifer's Veil (Cave, Howard) - 4:56
2. Six Strings That Drew Blood (Cave, Howard) - 3:32
3. Say a Spell (Howard) - 3:41
4. Swampland (Cave, Harvey, Howard, Pew) - 3:29
5. Pleasure Avalanche (Cave) - 4:22
6. Mutiny in Heaven (Cave, Harvey) - 4:16

## Membres
- Nick Cave - voix
- Mick Harvey - guitare, batterie
- Tracy Pew - basse
- Rowland S. Howard - guitare